# Frany Fong
Frany María Fong Echavarría (nascida em 28 de agosto de 1992, em Ahome) é uma ciclista mexicana. Competiu nos Jogos Pan-Americanos de 2015.